# Psaliodes lignosata
Psaliodes lignosata là một loài bướm đêm trong họ Geometridae.